# 北天海葵
北天海 葵（ほくてんかい あおい 、1999年2月2日 - ）は、モンゴル国ウランバートル市出身で、尾上部屋所属の現役大相撲力士。本名ガルダン・スフバト。身長179.0cm、体重137.7kg。最高位は東幕下5枚目（2021年3月場所・5月場所）。
元幕内の貴ノ岩義司は叔父。

## 来歴
埼玉栄高校の相撲部監督に勧誘され、高校1年次から相撲を始めた。高校の同期には琴勝峰らがいる。大相撲入りを志望し、高校の卒業式翌日から叔父の貴ノ岩が所属する貴乃花部屋の稽古に参加して受け入れ先が決まるのを待った。
尾上部屋に入門し、2019年5月7日に新弟子検査に合格。外国出身者に課せられる6か月間の研修期間や、新弟子検査合格後の興行ビザ取得待ちがあったため、高校卒業から1年4か月後の同年7月場所に初土俵。同年11月場所は序二段で優勝、2020年9月場所では三段目で優勝している。

## 人物
- モンゴルの中学校に通っていた頃は柔道をしており、得意技は内股だった[1]。
- 入門時に目標の力士として元大関・北天佑の名を挙げている[1]。
- 同部屋の春山は高校の後輩
- 北天佑に憧れることになったきっかけは、埼玉栄高校在学中に叔父の貴ノ岩から贈られたDVDに収録された映像の中に北天佑の相撲が入っていたことである[4]。
- 師匠の尾上（元小結・濱ノ嶋）は、北天佑に由来した四股名をという希望を聞き入れ「北天海」と命名した[4]。「海」の字には「モンゴルから海をわたって日本に来た」という意味が込められている[4]。なお、現役時代の濱ノ嶋は、北天佑と同じ三保ヶ関部屋に所属していた[2]。
- 2020年9月場所のNHK中継で実施された各段優勝インタビューには、北天佑の浴衣地で登場した[5]。

## 取り口
22代北陣は「離れてよし、組んでよし。両方磨いていけば関取が見えてくる」「一番はハートが強い」と万能ぶり、メンタルの強さを評した。

## 主な成績
2025年7月場所終了現在

### 通算成績
- 生涯戦歴：130勝98敗20休（36場所）

### 各段優勝
- 三段目優勝：1回（2020年9月場所）
- 序二段優勝：1回（2019年11月場所）

### 場所別成績
| | 一月場所 初場所（東京） | 三月場所 春場所（大阪） | 五月場所 夏場所（東京） | 七月場所 名古屋場所（愛知） | 九月場所 秋場所（東京） | 十一月場所 九州場所（福岡） |
| --- | ----------------------- | ----------------------- | ----------------------- | --------------------------- | ----------------------- | --------------------------- |
| 2019年 （平成31年 /令和元年） | x                       | x                       | x                       | （前相撲）                  | 西序ノ口29枚目 6–1      | 東序二段26枚目 優勝 7–0     |
| 2020年 （令和2年） | 西三段目55枚目 5–2      | 東三段目26枚目 3–4      | 感染症拡大 により中止   | 西三段目46枚目 5–2          | 東三段目20枚目 優勝 7–0 | 東幕下15枚目 5–2            |
| 2021年 （令和3年） | 東幕下6枚目 4–3         | 東幕下5枚目 休場 0–0–7  | 東幕下5枚目 2–5         | 西幕下13枚目 2–5            | 西幕下28枚目 5–2        | 西幕下18枚目 2–5            |
| 2022年 （令和4年） | 東幕下31枚目 3–4        | 西幕下45枚目 休場 0–0–7 | 西幕下45枚目 5–2        | 東幕下31枚目 6–1            | 西幕下12枚目 3–4        | 東幕下20枚目 2–5            |
| 2023年 （令和5年） | 東幕下39枚目 5–2        | 西幕下25枚目 3–4        | 東幕下34枚目 4–3        | 東幕下28枚目 4–3            | 東幕下22枚目 4–3        | 西幕下15枚目 5–2            |
| 2024年 （令和6年） | 西幕下7枚目 3–4         | 東幕下11枚目 3–4        | 西幕下16枚目 0–1–6      | 西幕下56枚目 4–3            | 西幕下45枚目 4–3        | 東幕下36枚目 5–2            |
| 2025年 （令和7年） | 東幕下20枚目 3–4        | 西幕下29枚目 3–4        | 東幕下35枚目 3–4        | 東幕下45枚目 5–2            | x                       | x                           |
| 各欄の数字は、「勝ち-負け-休場」を示す。 優勝 引退 休場 十両 幕下 三賞：敢=敢闘賞、殊=殊勲賞、技=技能賞 その他：★=金星 番付階級：幕内 - 十両 - 幕下 - 三段目 - 序二段 - 序ノ口 幕内序列：横綱 - 大関 - 関脇 - 小結 - 前頭（「#数字」は各位内の序列） |                         |                         |                         |                             |                         |                             |

## 改名歴
- 北天海 葵（ほくてんかい あおい）2019年7月場所 -